# Preben Uglebjerg
Preben Uglebjerg, född 16 januari 1931 i Glostrup, Danmark, död 31 maj 1968, var en dansk skådespelare och sångare. 
Uglebjerg var under många år engagerad vid Glassalen på Tivoli i Köpenhamn. Han medverkade i den danska melodifestivalen 1958 och 1959.

## Filmografi (urval)
- 1948 – Med livet som insats
- 1957 – Amor i telefonen
- 1957 – Kärlek mot betalning